# Osynlig inre krets
En osynlig inre krets (även kallat kotteri eller kamaraderi) är ett slags inre grupp i gruppen som genom samarbete i det fördolda emellan dess medlemmar försöker skaffa sig utökad makt över den stora gruppen.
I en beslutande församling kan det exempelvis vara en inofficiell delgrupp vars medlemmar hela tiden föreslår varandra, och inte någon eller några utanför delgruppen, när det gäller att utse personer till olika förtroendeuppdrag.